# Buffy Tyler
Buffy Tyler, es una modelo que fue playmate del mes de noviembre de 2000 y ha aparecido en numerosos vídeos Playboy y ediciones especiales de la revista.  

## Filmografía
- Playboy Playmate DVD Calendar Collection: 2000-2005
- Frostbite (2005)
- Playboy Video Playmate Calendar 2002
- Playboy: Playmates Unwrapped (2001)
- Playboy Video Centerfold: Playmate of the Year Brande Roderick